# Caio Trébio Máximo
Caio Trébio Máximo (em latim: Gaius Trebius Maximus) foi um senador romano nomeado cônsul sufecto no segundo semestre de 122 com Tito Caléstrio Tirão Órbio Esperato. Entre 115 e 117, Máximo serviu como legado imperial da Lícia e Panfília, o que indica que ele esperava o consulado para o ano seguinte. Porém, com a morte de Trajano e a ascensão de Adriano, serviram primeiro vários de seus aliados e participantes da campanha parta. Caio Trébio Sergiano, cônsul em 132, provavelmente era seu filho.

## Imperadores Romanos
Os imperadores romanos foram os governantes do Império Romano depois que Caio Júlio César Otaviano recebeu o título de augusto do Senado Romano em 27 a.C.. Isto ocorreu depois de ações realizadas pelo ditador e líder militar Júlio César. Augusto manteve a fachada de um governo republicano, rejeitando títulos monárquicos mas se chamando de príncipe do senado e príncipe do estado. O título de augusto foi concedido a seus sucessores, com a posição imperial ficando cada vez mais monárquica e autoritária.
O estilo de governo instituído por Augusto é chamado de Principado e continuou em vigor até o fim do século III ou início do século IV. A palavra moderna "imperador" é derivada do título imperator, que era concedido por um exército a um general bem sucedido; esse título era geralmente usado apenas pelo príncipe durante a fase inicial do império. Por exemplo, o nome oficial de Augusto era "Imperador César, Filho do Divino, Augusto". 
A maior parte do território sob o comando do imperador tinha se desenvolvido durante o período da República Romana enquanto esta invadia e ocupava boa parte da Europa e pedaços do Norte da África e Oriente Médio. O Senado e Povo de Roma autorizavam, durante a república, governadores provinciais para governarem regiões do império e que respondiam apenas a eles. Os magistrados chefe da república eram dois cônsules eleitos anualmente; estes continuaram a existir sob o período imperial, porém sua autoridade ficou subserviente a aquela do imperador, que também controlava e determinava suas eleições. Os próprios imperadores, ou até mesmo suas famílias, frequentemente eram selecionados para atuarem como cônsules.